# Грунтоеды
Грунтоеды (англ. ground eaters) — общее название водных животных, заглатывающих грунт и использующих в пищу содержащиеся в нём частицы органического вещества (детрит), мелких животных и растения. Грунтоеды характерны для мест с повышенным содержанием детрита в грунте.

## Представители
Из рыб к грунтоедам относятся линь, подуст, бычки и др.
Из беспозвоночных — некоторые малощетинковые и многощетинковые черви, личинки двукрылых, сипункулиды и др.. Относятся к детритофагам (наряду с собирающими детритофагами).

## Питание
Грунтоеды заглатывают комочки грунта и пропускают их через кишечник, съедая содержащиеся в грунте частицы органические вещества (детрит), мелких животных и растения. Свойства грунта при этом изменяются.